# Tomba di Pietro
La tomba di Pietro è attualmente ubicata nelle Grotte Vaticane, in corrispondenza dell'altare della Basilica di San Pietro.
Nessuna chiesa, ad eccezione di quella romana, ha mai vantato la presenza della sepoltura del santo. Riguardo alla sua ubicazione, la tradizione secondo la quale essa abbia subìto uno o due spostamenti nei primi due secoli prima di tornare alla posizione originaria, è stata ormai smontata criticamente. L'interpretazione dei dati della tradizione non è facile e dipende sia dall'ipotesi che ci sia stata un'unica o una duplice traslazione delle reliquie, sia dalla questione relativa al periodo in cui la o le traslazioni si sarebbero verificate.

## Il luogo della sepoltura originaria
A proposito dell'esatta collocazione della primitiva e originale tomba di San Pietro, le testimonianze coeve sono due:
- secondo il presbitero Gaio, la sepoltura di Pietro era "alla via del Vaticano";
- secondo altre testimonianze la tomba di Pietro era "ad Catacumbas", cioè presso le attuali catacombe di San Sebastiano. A favore di questa ipotesi si possono ascrivere:
  - la documentazione epigrafico-archeologica presso San Sebastiano;
  - la Depositio Martyrum;
  - un epigramma di papa Damaso I.

Prima degli studi di Margherita Guarducci, che hanno propugnato la tesi dell'ininterrotta permanenza dei resti corporei di Pietro nella necropoli ai piedi del Colle Vaticano dalla morte fino al ritrovamento durante gli scavi ordinati da Pio XII, era convinzione diffusa che tali resti avessero subito almeno una traslazione. Sulla natura e il contesto della traslazione (o delle traslazioni) esistono varie ricostruzioni:
L'ipotesi tradizionale
Nell'ipotesi tradizionale, avvenne un'unica traslazione delle reliquie, effettuata in una data storica accreditata. Tale evento può essere circostanziato in base agli eventi storici; da esso possono discendere tutti i riferimenti ad eventuali traslazioni rinvenibili nelle prime fonti (anche se alcuni di essi sembrano essere in contrasto riguardo alla data).
È certo che la sepoltura di Pietro dopo il martirio non poteva avvenire con grande pubblicità. D'altra parte non ci sarebbe stata alcuna difficoltà per i cristiani a ottenere dalle autorità romane la consegna del corpo di Pietro. È presumibile che i cristiani abbiano seguito la consueta usanza di seppellire il martire il più vicino possibile al luogo delle sue sofferenze, ovvero a lato di una strada che conduceva fuori città. San Pietro sarebbe stato quindi sepolto in un terreno di proprietà di cristiani, lungo la Via Cornelia, una strada ben conosciuta (analogamente, San Paolo sarebbe stato sepolto lungo la Via Ostiense). La tomba vera e propria sembra essere stata una cripta sotterranea, chiusa da una lastra di pietra, raggiungibile dalla strada attraverso una scalinata; il corpo riposava in un sarcofago di pietra posto al centro di detta cripta.
Abbiamo prove (che si ritenevano certe) dell'esistenza di queste tombe (trophea) in questi luoghi fin dal II secolo, nelle parole del presbitero Gaio.
La tomba di Pietro, così come quella di Paolo, fu immediatamente oggetto di pellegrinaggio; negli Atti di numerosi martiri è stata ritrovata la testimonianza della loro cattura mentre pregavano sulle tombe degli Apostoli. Per due secoli le reliquie dei due Apostoli rimasero in queste tombe senza essere trafugate, poiché il rispetto da parte dei Romani verso ogni luogo dove erano sepolti dei morti le preservò da qualsiasi pericolo di sacrilegio.
Tuttavia, nell'anno 258 questo rispetto cessò definitivamente allorché l'Impero avviò una campagna di persecuzioni contro i cristiani. Di conseguenza fu necessario spostare le sacre reliquie allo scopo di preservarle da possibili oltraggi. Furono traslate segretamente, di notte, e nascoste nelle Catacombe di San Sebastiano; probabilmente poche persone furono al corrente del loro spostamento: la maggior parte dei cristiani dell'Urbe continuò a pensare che esse riposassero ancora nelle tombe originarie.
Quando la persecuzione divenne meno feroce, le reliquie di San Paolo furono riportate alla Via Ostiense, mentre quelle di San Pietro furono trasferite al colle Vaticano.
L'ipotesi di Margherita Guarducci
Fin qui la vecchia tradizione, che l'epigrafista Margherita Guarducci ritenne infondata. Nell'interpretazione della studiosa, la realtà è molto più semplice.
Dopo il martirio, il corpo di Pietro fu sepolto dai cristiani in una tomba terragna adiacente al Circo di Nerone, della quale gli stessi cristiani conservarono la memoria gelosamente, ancorché segretamente. Verso il 160, allentatasi momentaneamente la persecuzione, fu costruita vicino al sacello una piccola edicola, detta "edicola di Gaio", contenente un loculo marmoreo, che indicava il punto in cui, sotto terra, erano conservate le spoglie di San Pietro. Da allora in poi, il loculo non fu mai più aperto, venendo progressivamente inglobato e ricoperto da tutte le costruzioni successive: monumento costantiniano, antica basilica sempre costantiniana e basilica attuale, fatta edificare da papa Giulio II.

## La Basilica costantiniana
Quando l'imperatore Costantino proclamò la libertà di tutti i culti religiosi, i cristiani poterono finalmente dotarsi di edifici adeguati alla celebrazione del loro culto. I primi luoghi ad essere scelti per l'edificazione di basiliche cristiane furono quelli già conosciuti come luoghi di venerazione delle reliquie dei santi, in primis Pietro e Paolo.
Per quanto concerne la basilica di San Paolo, la cui tomba era rimasta nelle condizioni originali di semplice cripta, non si presentò alcuna difficoltà: l'altare maggiore fu eretto al di sopra della cripta. L'iscrizione, la cui data risale a questo periodo, Paulo Apostolo Martyri, può ancora essere vista al suo posto sotto l'altare.
Per quanto riguarda San Pietro, invece, la questione sarebbe stata più complessa. Prima dell'effettuazione degli scavi archeologici del XX secolo si riteneva che papa Cleto (I secolo) avesse fatto costruire una camera superiore, o memoria, al di sopra della cripta. Questa camera superiore sarebbe diventata cara ai cristiani durante le persecuzioni ed essi non avrebbero voluto che fosse distrutta.
La costruzione della Basilica, sul Circo di Nerone, ai piedi del colle Vaticano, comportò un imponente lavoro di scavi e di adeguamento del terreno. A lato del Circo si trovava una necropoli, ancora in uso nel IV secolo. I tetti delle tombe furono scoperchiati e la necropoli fu interrata, divenendo così una solida base per le fondamenta della basilica. La decisione fu presa dall'imperatore in persona, dati i vincoli sacri che vietavano la manomissione (seppellimento compreso) di un cimitero. Si ritiene che Costantino (che possedeva il titolo di Pontifex Maximus della religione romana) ottenne l'appoggio di papa Silvestro, avendo dalla sua parte anche una tradizione sufficientemente solida e condivisa da non lasciar considerare alternative plausibili.
La prima Basilica di San Pietro in Vaticano (costruita dall'imperatore Costantino I nel IV secolo e consacrata da papa Silvestro I nel 326) fu progettata in modo che il punto esatto della tomba di Pietro coincidesse con l'altare maggiore. E in tutte le fasi di arricchimento, ampliamento e ricostruzioni successive, ne venne conservato l'orientamento. Costantino racchiuse l'antica edicola paleocristiana in una struttura marmorea a parallelepipedo, la cosiddetta Memoria Petri, bordata da lesene in porfido; tutt'attorno, sei colonne tortili (a cui ne verranno aggiunte altre sei nell'Alto Medioevo) in candido marmo bianco di fattura greca, a comporre un baldacchino e collegate da un architrave fino agli angoli dell'abside, che sono giunte fino a noi in quanto ricollocate a coppie nei nicchioni dei quattro pilastri che sostengono la cupola di Michelangelo, e che servirono da ispirazione a Gian Lorenzo Bernini per il suo baldacchino bronzeo. 
Il cambiamento più consistente apportato durante il Medioevo fu quello di papa Gregorio Magno, che rialzò il presbiterio rispetto al pavimento della basilica, interrando parzialmente il monumento costantiniano, di modo che la sommità di questo divenisse l'altare su cui celebrare l'eucaristia. In questo modo, inoltre, nacque la Confessione, lo spazio sacro a cui si accedeva dal presbiterio tramite delle scale da ambo i lati e che, ripresa nell'attuale basilica, conduce alla cripta e viene ancora usata come luogo per contenere i pallia dei vescovi.

## Gli scavi archeologici del XX secolo
Nel 1939 morì papa Pio XI. Il pontefice aveva dato ordine di essere sepolto in un determinato luogo delle Grotte Vaticane; ma poiché l'ambiente scelto dal defunto papa era angusto, si decise di abbassare il pavimento per rendere più agevole il lavoro. Apparvero alla vista dei muratori quelli che inizialmente sembrarono i resti di un sarcofago, ma che ad un più attento esame si rivelarono essere parti del cornicione di un edificio.
Il nuovo pontefice, Pio XII decise allora di avviare una campagna scientifica di scavo. Gli scavi, iniziati nel 1940, furono diretti da mons. Ludwig Kaas, e condotti da archeologi tra i quali Bruno Maria Apollonj Ghetti e Antonio Ferrua. Nessuno aveva mai scavato in quel luogo, sia per timore di profanarlo, sia perché per tradizione quella era l'unica certa sepoltura di San Pietro; e poi perché lo scavo sotto un imponente edificio come la basilica di San Pietro poteva far temere crolli e distruzioni, oltre al timore di dover chiudere la chiesa per lungo tempo.
Le esplorazioni durarono fino al 1949, senza subire interruzioni neanche durante la seconda guerra mondiale.
Gli scavi vennero condotti con metodi sbrigativi, tanto che gli scavatori sfondarono una serie di altari, uno sull'altro, fatti costruire dai pontefici, con significativa continuità, nel corso dei secoli. Sotto l'altare di Clemente VIII (quello visibile ancora oggi), ne fu ritrovato un secondo, di Callisto II (1123); sotto di esso fu rinvenuto quello di Gregorio Magno (590-604), il quale a sua volta poggiava sopra la Memoria Petri costantiniana.
Lo scavo del livello sottostante a quello della basilica portò gli archeologi alla scoperta di una necropoli romana. Le parti di cornicione scoperte casualmente l'anno prima appartenevano quindi alle antiche tombe pagane, vere e proprie domus in muratura. Esse contenevano urne cinerarie, tombe, sarcofagi e bellissimi dipinti parietali. Si trattava di una vera e propria "città dei morti". La necropoli era stata utilizzata da cristiani e non cristiani fino alla seconda metà del III secolo ed occupava un'area a lato del Circo di Nerone.
Nel punto in cui gli archeologi scavarono, rinvennero una tomba, collocata nella nuda terra, verso cui erano orientate altre tombe, anche pagane, che un muro di rispetto metteva in evidenza. Tale muro esterno era coperto da graffiti cristiani, in cui figuravano con grande frequenza i nomi di Cristo, Maria e Pietro. Gli studiosi capirono di aver ritrovato il famoso "muro rosso" (il colore dell'intonaco), davanti al quale, secondo la tradizione, nel II secolo era stata eretta l'edicola di Gaio (detta comunemente "trofeo di Gaio") che segnava la presenza della "tomba gloriosa" dell'Apostolo Pietro.
Penetrati infine nella tomba, gli archeologi trovarono una piccola nicchia-ossario. Attorno alla nicchia era stata costruita una piccola mensa, con due colonnine in marmo, che mostrava segni di integrazioni e manutenzione successive. Una scritta, incompleta, in greco, in cui si riconosceva il nome di Pietro, diede loro la certezza che "quello" era il luogo. Pio XII ne diede l'annuncio alla radio in occasione dell'Anno Santo del 1950: "È stata trovata la tomba del Principe degli Apostoli". È da notare tuttavia che nel periodo storico in esame il nome "Pietro" era abbastanza comune.
Secondo la ricostruzione degli archeologi, San Pietro era stato sepolto nella nuda terra, dentro un cimitero romano con tombe in muratura. La sua tomba, successivamente, fu attorniata da altre sepolture (sempre nella nuda terra) di altri cristiani. Tale situazione si era protratta per tutto il periodo in cui il cristianesimo era stata una religione minoritaria e perseguitata. Dopo che Costantino ebbe liberalizzato tutti i culti religiosi, le ossa furono traslate entro un sontuoso rivestimento di tre pareti in marmo paonazzo, alternato a liste di porfido. La presenza al suo interno di frammenti di colore rosso testimonia la traslazione dei sacri resti dal loro luogo originario.
Sopra tale nicchia fu fatta costruire la Basilica cristiana. Il punto in cui si trovava la nicchia corrisponde oggi all'Altare della Confessione della Basilica di San Pietro. I resti di San Pietro erano quindi stati traslati una sola volta.

## Gli studi di Margherita Guarducci
A causa dello sfondamento del rivestimento di Costantino, uno dei numerosi errori in cui incapparono gli scavatori, le ossa di Pietro, che si erano conservate inalterate nella nicchia-ossario per quasi 19 secoli, finirono mescolate ai detriti. Il capo degli operai addetti allo scavo, accortosi della presenza di ossa umane tra i calcinacci, le mise dentro una cassetta.
Fu merito di Margherita Guarducci se quella cassetta non andò perduta. Durante le sue ricerche su quello che era rimasto dopo gli scavi, riuscì a rintracciare il capo degli operai e a farsi consegnare i resti umani contenuti nella cassetta.
Le ipotizzate ossa di Pietro furono studiate dall'antropologo Venerando Correnti e risultarono appartenenti a un uomo di corporatura robusta, sul metro e sessantacinque, di età tra i 60 e 70 anni. Nella nicchia erano state ritrovate ossa di ogni parte del sistema scheletrico; erano assenti solo quelle relative ai piedi. Sulle ossa erano presenti frammenti di fili d'oro e di tessuto di porpora (appartenenti forse a un panno), fatto inusuale per una sepoltura popolare.
Margherita Guarducci svolse i suoi studi dal 1957 al 1969. Sul muro eretto ai tempi di Costantino, l'epigrafista trovò centinaia di graffiti con invocazioni a Cristo e a Pietro. Nel 1965 confermò l'identificazione della tomba e delle ossa decifrando i graffiti (fra cui quello in greco che venne ricostruito come petros enì, cioè "Pietro è qui"). 
La proposta della Guarducci incontrò numerosi detrattori, che non credevano nell'autenticità della scoperta. La disputa, molto accesa, si protrasse fino al 1968: il 26 giugno di quell'anno papa Paolo VI affermò ufficialmente che le reliquie dell'apostolo erano state ritrovate. Il giorno successivo i resti furono ricollocati nel loculo originario, racchiusi in una scatola di plexiglas insieme a un cartiglio chiuso. Nell'iscrizione identificativa delle ossa, il Pontefice fece scrivere: «Ossa che si ritengono appartenere a San Pietro».
Se al centro della cupola di San Pietro si appendesse un filo a piombo, questo andrebbe a cadere esattamente su quella modesta scatola di plexiglas, confermando una tradizione di duemila anni di arte e fede. Si capirebbe allora meglio il significato della Confessione di Pietro, quella nicchia da cui risplende a mosaico l'icona bizantina di Cristo, visibile anche dalla balaustra di San Pietro, che arde delle sue novantanove lampade votive. Sotto l'icona, la preziosa cassetta non contiene le ossa di Pietro (che si trovano più in basso) bensì i pallii (stole con croci) che il Papa conferisce ai neo-eletti vescovi metropoliti per segnare il loro legame con Pietro.